# Veřejný rejstřík
Veřejný rejstřík je jakýkoliv veřejně přístupný rejstřík (registr) osob nebo rejstřík veřejnoprávního charakteru, zejména veřejné evidence, rejstříky a seznamy informačních systémů veřejné správy.[zdroj⁠?!] Taková evidence je ze zákona vedena na určené adrese ve veřejně přístupném informačním systému (internet).[zdroj⁠?!] Část informací může být vyhrazena pro určené typy uživatelů.

## Veřejný rejstřík právnických a fyzických osob
Veřejný rejstřík právnických a fyzických osob, jak je v českém právu definovaný zákonem č. 304/2013 Sb., je informační systém veřejné správy. Veřejný rejstřík obsahuje údaje o právnických osobách, příp. také o podnikajících fyzických osobách, jako je jejich název či jméno, sídlo, právní forma, předmět činnosti, statutární orgán apod.

### Rejstříkový soud
Veřejné rejstříky právnických a fyzických osob vedou rejstříkové soudy. Příslušným rejstříkovým soudem je krajský soud, v jehož obvodu sídlí daná právnická osoba nebo pod který spadá daná podnikající fyzická osoba, pokud by další zákon neurčil příslušnost jiného soudu. Konkrétně jde o:
- Městský soud v Praze
- Krajský soud v Českých Budějovicích
- Krajský soud v Plzni
- Krajský soud v Ústí nad Labem
- Krajský soud v Ústí nad Labem – pobočka v Liberci
- Krajský soud v Hradci Králové
- Krajský soud v Hradci Králové – pobočka v Pardubicích
- Krajský soud v Brně
- Krajský soud v Ostravě
- Krajský soud v Ostravě – pobočka v Olomouci

### Jednotlivé rejstříky
Veřejnými rejstříky právnických a fyzických osob jsou:
- spolkový rejstřík
- nadační rejstřík
- rejstřík ústavů
- rejstřík společenství vlastníků jednotek
- obchodní rejstřík – včetně sbírky listin
- rejstřík obecně prospěšných společností

Mezi takto definované rejstříky nepatří například živnostenský rejstřík nebo rejstřík církví.

### Zápisy do rejstříků
Právnická osoba dnem zápisu do veřejného rejstříku také vzniká, ledaže byla zřízena zákonem nebo stanoví-li zákon jinak, jako například u odborových organizací.
Ohledně zápisu do veřejného rejstříku platí principy formální a materiální publicity. Formální publicita spočívá v tom, že do něj může každý nahlížet, a to dálkovým způsobem, a pořizovat si z něj elektronické opisy. Princip materiální publicity znamená, že stav zapsaný v obchodním rejstříku bude vůči tomu, kdo jedná v důvěře v jeho zápis, považován za skutečný platný právní stav.

### Evidence skutečných majitelů
Zákon o veřejných rejstřících obsahoval také neveřejnou Evidenci skutečných majitelů. Právnické osoby byly povinny uvést do rejstříku aktuální údaje o skutečných majitelích podle zákona č. 253/2008 Sb., o některých opatřeních proti legalizaci výnosů z trestné činnosti a financování terorismu (AML zákon). Rejstřík byl vynucen Evropskou unií, slovenská Evidence veřejného sektoru je veřejným rejstříkem.
Transparency International uvedla, že neveřejnost českého rejstříku bylo účelové matení pojmů. Mělo mimo jiné zakrýt fakt, že premiér Andrej Babiš nadále ovládá holding Agrofert.
Zákon o veřejných rejstřících i AML zákon byly novelizovány, Evidence skutečných majitelů je popsána samostatným zákonem 37/2021 Sb. a jeho prováděcí vyhláškou 180/2021 Sb.

## Další veřejné rejstříky
Mimo rejstříků podle zákona č. 304/2013 Sb. existují podle jiných zákonů ještě další rejstříky právnických a fyzických osob:
- rejstřík veřejných výzkumných institucí (§ 6 zákona č. 341/2005 Sb.)
- rejstřík škol a školských zařízení a rejstřík školských právnických osob (§ 141–159a zákona č. 561/2004 Sb.)
- rejstřík registrovaných církví a náboženských společností, rejstřík svazů církví a náboženských společností a rejstřík evidovaných právnických osob (§ 17–20 zákona č. 3/2002 Sb.)
- rejstřík honebních společenstev (§ 28 zákona č. 449/2001 Sb.)
- rejstřík politických stran a politických hnutí (§ 9 zákona č. 424/1991 Sb.)
- informační systém skutečných majitelů[10]